# 明治通寶
明治通寶（日語：明治通宝、めいじつうほう、旧字体：明治通寶） 是日本明治初期所发行的官方法定纸币，也是日本第一张采用西式印刷方式制作的纸币。另外，由于該鈔票是在德国法兰克福的一家私人工厂制造的，因此又被日本人称为“日耳曼纸币”（日語：ゲルマン札），在正式宣布开始发行后則被称为“新纸币 ”  。
| 圖片 | 圖片 | 名稱     | 面額              | 尺寸（mm） | 番号顏色 | 製造數量 （德國製造） | 製造數量 （日本製造） | 發行                     | 廢止                       |
| 正面 | 反面 | 名稱     | 面額              | 尺寸（mm） | 番号顏色 | 製造數量 （德國製造） | 製造數量 （日本製造） | 發行                     | 廢止                       |
| ---- | ---- | -------- | ----------------- | ---------- | -------- | --------------------- | --------------------- | ------------------------ | -------------------------- |
|      |      | 百円券   | 金百圓（100円）   | 159ｘ107   | 綠色     | 24,330                | -                     | 1872年（明治5年）8月13日 | 1899年（明治32年）12月31日 |
|      |      | 五十円券 | 金五拾圓（50円）  | 159ｘ107   | 紅色     | 23,261                | -                     | 1872年（明治5年）8月13日 | 1899年（明治32年）12月31日 |
|      |      | 十円券   | 金拾圓（10円）    | 137ｘ89    | 綠色     | 1,143,189             | 1,546,063             | 1872年（明治5年）6月25日 | 1899年（明治32年）12月31日 |
|      |      | 五円券   | 金五圓（5円）     | 137ｘ89    | 紅色     | 3,104,474             | -                     | 1872年（明治5年）6月25日 | 1899年（明治32年）12月31日 |
|      |      | 二円券   | 金二圓（2円）     | 111ｘ72    | 青色     | 2,695,298             | 9,792,989             | 1872年（明治5年）6月25日 | 1899年（明治32年）12月31日 |
|      |      | 一円券   | 金壹圓（1円）     | 113ｘ71    | 紅色     | 39,814,943            | 5,394,916             | 1872年（明治5年）4月     | 1899年（明治32年）12月31日 |
|      |      | 半円券   | 半圓（½円＝50銭） | 89ｘ53     | 暗青色   | 22,717,569            | -                     | 1872年（明治5年）4月     | 1899年（明治32年）12月31日 |
|      |      | 二十銭券 | 二十錢（20銭）    | 87ｘ53     | 褐色     | 46,100,557            | -                     | 1872年（明治5年）4月     | 1899年（明治32年）12月31日 |
|      |      | 十銭券   | 十錢（10銭）      | 87ｘ53     | 紅色     | 72,026,143            | 54,621,137            | 1872年（明治5年）4月     | 1887年（明治20年）6月30日  |

## 废除
在日本銀行成立之後的1885年（明治18年），日本銀行開始發行了日本银行券（日本銀行兌換銀券），以期能平緩因西南战争等引發一連串的通货膨胀的貨幣政策，1898年（明治31年）6月11日頒布了《關於廢除政府所發行的通用紙幣之法律》（政府発行紙幣通用廃止に関する法律），並因為這個法律，日本於1899年（明治32年）12月31日，禁止並廢除了政府紙幣、明治通寶和改造券的使用。此外，同年12月9日，國立銀行紙幣也不再有效 ，日本境内流通的纸币也因此被统一为日本银行券。

## 發行歷史
- 1872年4月：开始发行一日元、半日元、二十錢和十錢纸币 。
- 1872年6月25日：开始发行10日元、5日元、2日元纸币[3] 。
- 1872年8月13日：开始发行100日元和5日元纸币[3] 。
- 1878年6月（明治11年）：明治通寶停止生产 。
- 1887年6月30日（明治20年）：因敕令《拾錢紙幣通用禁止》而導致十錢鈔票失效[5]。
- 1899年12月31日（明治32年）：《关于废除政府发行纸币有效性的法律》导致纸币合并，除十仙纸币外的所有类型的明治通宝纸币均无效[4] 。

## 其他
明治通宝的鈔面设计在后来也被军用纸币、台湾銀行券和第一银行纸币（大韩帝国所使用的纸币）所採用。

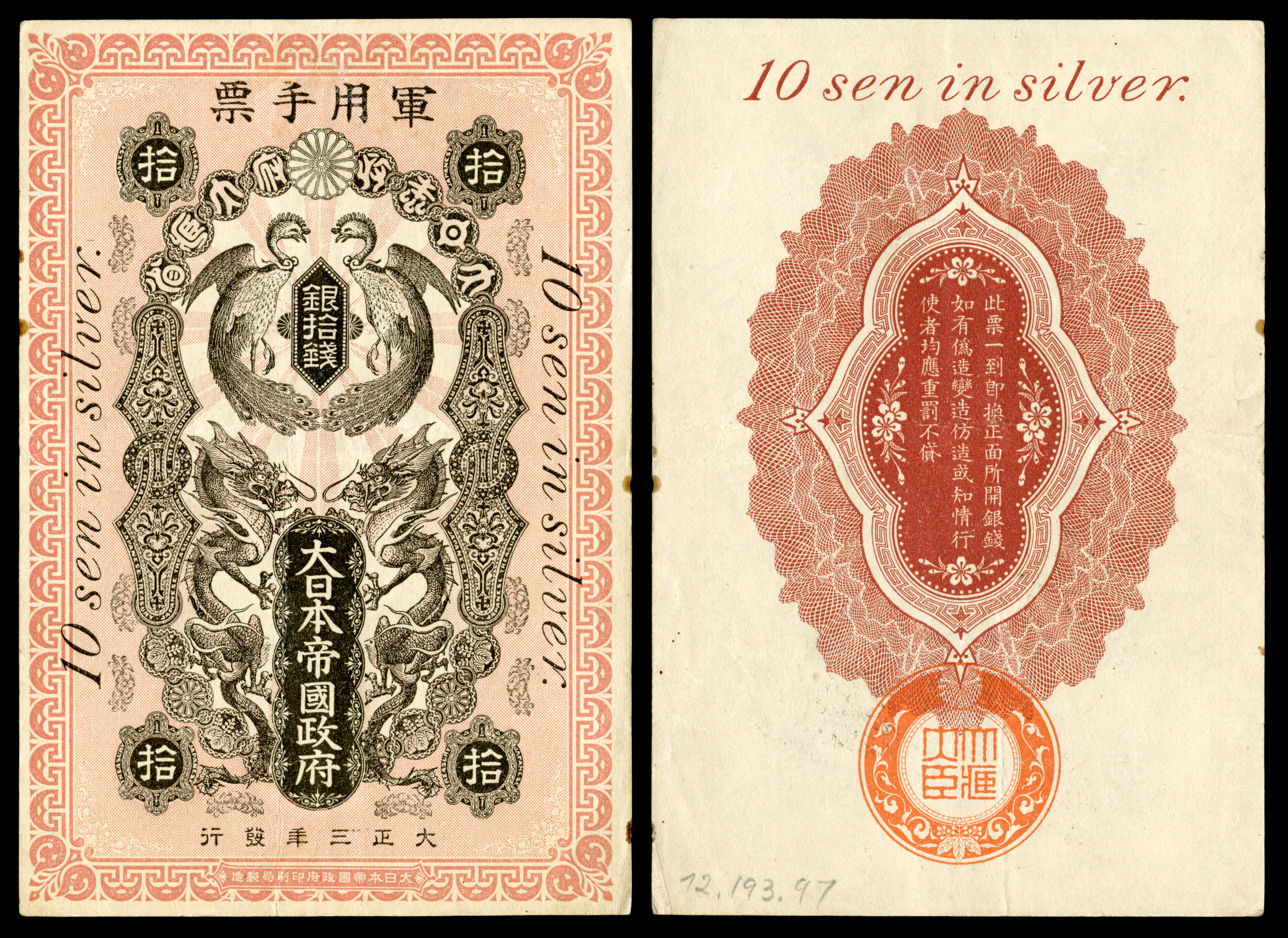
十錢軍用手票
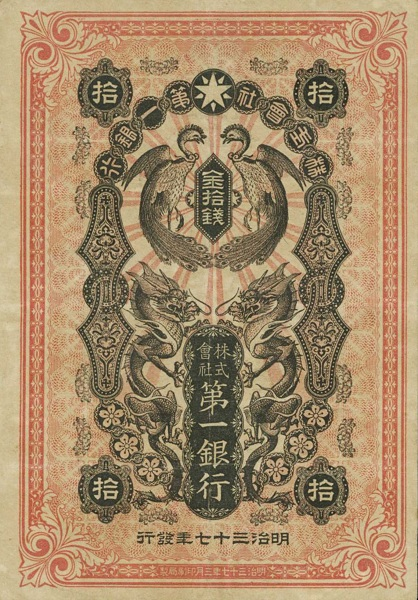
十錢第一銀行券（正面）
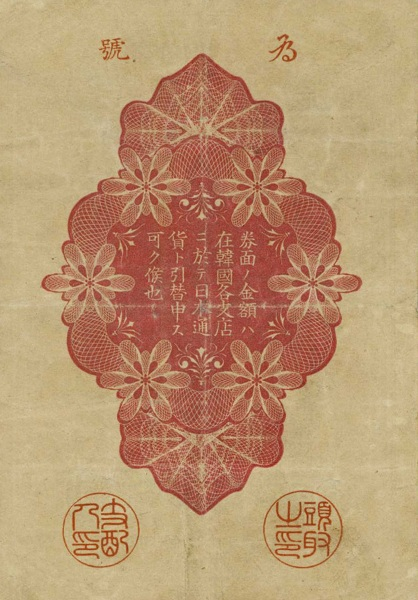
十錢第一銀行券（反面）
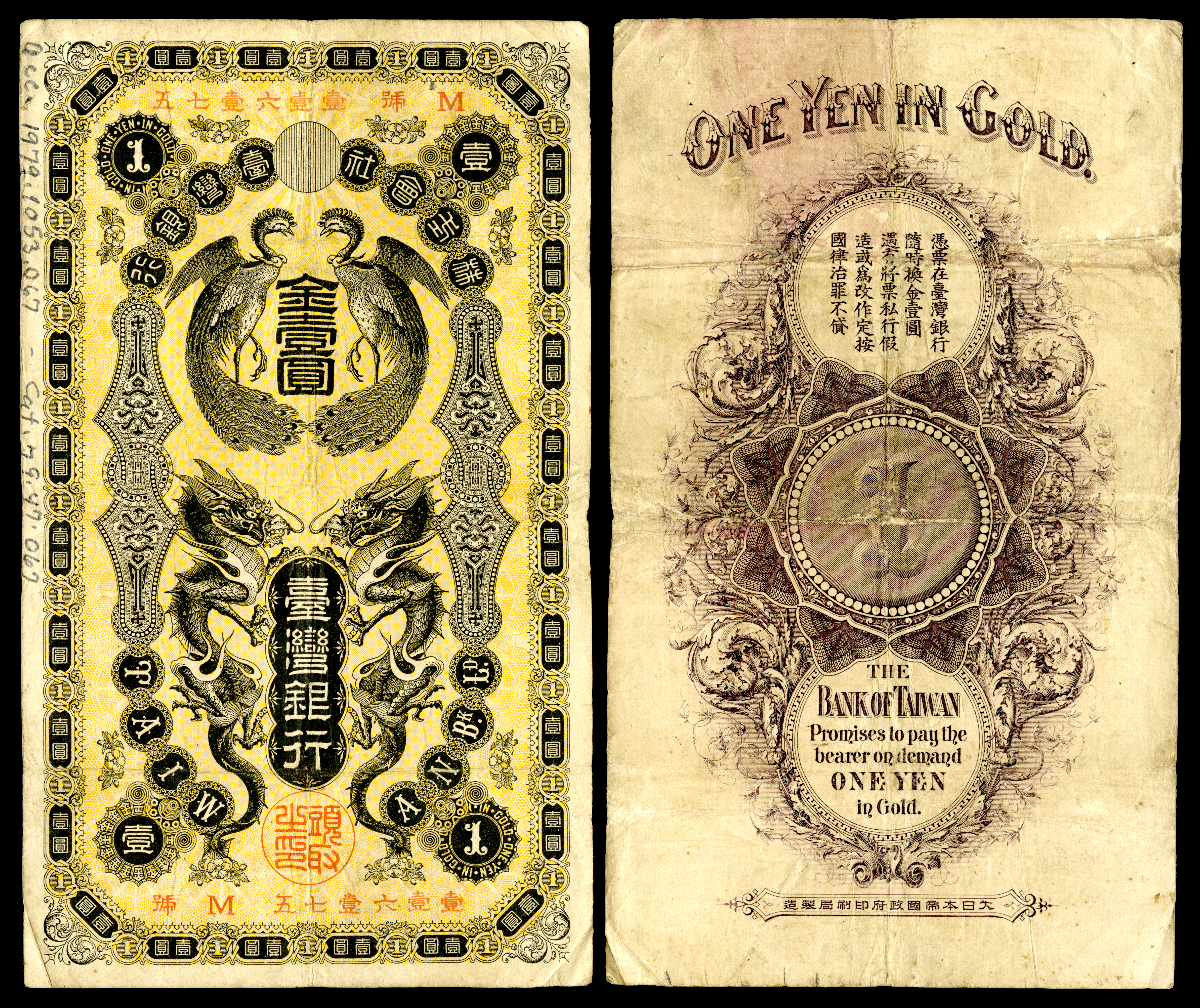
金壹圓臺灣銀行券

据估计，明治通宝100日元和50日元纸币的存世量很少，而且几乎没有出現在拍賣場交易的例子，因此無法斷定市场的价格。其他票面目前在旧币市场上則处于高价。

## 相关项目
- 太政官札
- 中国联合储备银行- 甲午战争期间日本占领下的中华民国临时政府的中央银行。其创建的原因之一是采用明治通寶的设计來發行的軍票導致名声不佳。